# Atletika na Poletnih olimpijskih igrah 1920
Atletika na Poletnih olimpijskih igrah 1920. Tekmovanja so potekala v devetindvajsetih disciplinah za moške med 15. in 23. avgustom 1920 v Antwerpu, udeležilo se jih je 509 atletov iz petindvajsetih držav.

## Dobitniki medalj
| Disciplina          | Zlato                                                                                       | Srebro                                                                        | Bron                                                                      |
| 100 m               | Charles Paddock (USA)                                                                       | Morris Kirksey (USA)                                                          | Harry Edward (GBR)                                                        |
| 200 m               | Allen Woodring (USA)                                                                        | Charles Paddock (USA)                                                         | Harry Edward (GBR)                                                        |
| 400 m               | Bevil Rudd (RSA)                                                                            | Guy Butler (GBR)                                                              | Nils Engdahl (SWE)                                                        |
| 800 m               | Albert Hill (GBR)                                                                           | Earl Eby (USA)                                                                | Bevil Rudd (RSA)                                                          |
| 1500 m              | Albert Hill (GBR)                                                                           | Philip Noel-Baker (GBR)                                                       | Lawrence Shields (USA)                                                    |
| 5000 m              | Joseph Guillemot (FRA)                                                                      | Paavo Nurmi (FIN)                                                             | Eric Backman (SWE)                                                        |
| 10000 m             | Paavo Nurmi (FIN)                                                                           | Joseph Guillemot (FRA)                                                        | James Wilson (GBR)                                                        |
| 110 m z ovirami     | Earl Thomson (CAN)                                                                          | Harold Barron (USA)                                                           | Feg Murray (USA)                                                          |
| 400 m z ovirami     | Frank Loomis (USA)                                                                          | John Norton (USA)                                                             | August Desch (USA)                                                        |
| 3000 m z ovirami    | Percy Hodge (GBR)                                                                           | Patrick Flynn (USA)                                                           | Ernesto Ambrosini (ITA)                                                   |
| Štafeta 4 × 100 m   | ZDA · Charles Paddock · Jackson Scholz · Loren Murchison · Morris Kirksey                   | Francija · René Lorain · René Tirard · René Mourlon · Émile Ali-Khan          | Švedska · Agne Holmström · William Petersson · Sven Malm · Nils Sandström |
| Štafeta 4 × 400 m   | Združeno kraljestvo · Cecil Griffiths · Robert Lindsay · John Ainsworth-Davies · Guy Butler | Južna Afrika · Henry Dafel · Clarence Oldfield · Jack Oosterlaak · Bevil Rudd | Francija · Géo André · Gaston Féry · Maurice Delvart · André Devaux       |
| 3000 m ekipno       | ZDA · Horace Brown · Arlie Schardt · Ivan Dresser                                           | Združeno kraljestvo · Charles Blewitt · Albert Hill · William Seagrove        | Švedska · Eric Backman · Sven Lundgren · Edvin Wide                       |
| Maraton             | Hannes Kolehmainen (FIN)                                                                    | Jüri Lossmann (EST)                                                           | Valerio Arri (ITA)                                                        |
| Hitra hoja na 3 km  | Ugo Frigerio (ITA)                                                                          | George Parker (AUS)                                                           | Richard Remer (USA)                                                       |
| Hitra hoja na 10 km | Ugo Frigerio (ITA)                                                                          | Joseph Pearman (USA)                                                          | Charles Gunn (GBR)                                                        |
| Skok v daljino      | William Petersson (SWE)                                                                     | Carl Johnson (USA)                                                            | Erik Abrahamsson (SWE)                                                    |
| Troskok             | Vilho Tuulos (FIN)                                                                          | Folke Jansson (SWE)                                                           | Erik Almlöf (SWE)                                                         |
| Skok v višino       | Richmond Landon (USA)                                                                       | Harold Muller (USA)                                                           | Bo Ekelund (SWE)                                                          |
| Skok ob palici      | Frank Foss (USA)                                                                            | Henry Petersen (DEN)                                                          | Edwin Myers (USA)                                                         |
| Suvanje krogle      | Ville Pörhölä (FIN)                                                                         | Elmer Niklander (FIN)                                                         | Harry Liversedge (USA)                                                    |
| Met diska           | Elmer Niklander (FIN)                                                                       | Armas Taipale (FIN)                                                           | Gus Pope (USA)                                                            |
| Met kladiva         | Patrick Ryan (USA)                                                                          | Carl Johan Lind (SWE)                                                         | Basil Bennett (USA)                                                       |
| Met kopja           | Jonni Myyrä (FIN)                                                                           | Urho Peltonen (FIN)                                                           | Pekka Johansson (FIN)                                                     |
| Met 56 funtne uteži | Pat McDonald (USA)                                                                          | Patrick Ryan (USA)                                                            | Carl Johan Lind (SWE)                                                     |
| Peteroboj           | Eero Lehtonen (FIN)                                                                         | Everett Bradley (USA)                                                         | Hugo Lahtinen (FIN)                                                       |
| Deseteroboj         | Helge Løvland (NOR)                                                                         | Brutus Hamilton (USA)                                                         | Bertil Ohlson (SWE)                                                       |
| Posamični kros      | Paavo Nurmi (FIN)                                                                           | Eric Backman (SWE)                                                            | Heikki Liimatainen (FIN)                                                  |
| Ekipni kros         | Finska · Paavo Nurmi · Heikki Liimatainen · Teodor Koskenniemi                              | Združeno kraljestvo · James Wilson · Frank Hegarty · Alfred Nichols           | Švedska · Eric Backman · Gustaf Mattsson · Hilding Ekman                  |

## Medalje po državah
| Poz | Država              | Zlato | Srebro | Bron | Skupaj |
| 1   | ZDA                 | 9     | 12     | 8    | 29     |
| 2   | Finska              | 9     | 4      | 3    | 16     |
| 3   | Združeno kraljestvo | 4     | 4      | 4    | 12     |
| 4   | Italija             | 2     | 0      | 2    | 4      |
| 5   | Švedska             | 1     | 3      | 10   | 14     |
| 6   | Francija            | 1     | 2      | 1    | 4      |
| 7   | Južna Afrika        | 1     | 1      | 1    | 3      |
| 8   | Kanada              | 1     | 0      | 0    | 1      |
| 8   | Norveška            | 1     | 0      | 0    | 1      |
| 10  | Avstralija          | 0     | 1      | 0    | 1      |
| 10  | Danska              | 0     | 1      | 0    | 1      |
| 10  | Estonija            | 0     | 1      | 0    | 1      |

## Zastopane države
| - Avstralija (4) - Belgija (42) - Kanada (14) - Čile (2) - Češkoslovaška (16) - Danska (18) - Egipt (2) - Estonija (7) - Finska (26) | - Francija (59) - Združeno kraljestvo (41) - Grčija (9) - Indija (3) - Italija (24) - Japonska (11) - Luksemburg (7) - Monako (2) - Nizozemska (11) | - Nova Zelandija (2) - Norveška (16) - Južna Afrika (13) - Španija (14) - Švedska (63) - Švica (13) - ZDA (90) |